# アリシア・レファウ＝ファカオシレア
アリシア・レファウ＝ファカオシレア（Alysia Lefau-Fakaosilea、2000年11月5日 - ）は、オーストラリアの女子ラグビー選手。

## プロフィール
- ニュージーランド・オークランドハーウィック出身[1]。
- 身長 174cm、体重 74kg
- ポジションはセンター(CTB)。

## 略歴
2022年、ラグビーワールドカップセブンズ2022の7人制女子オーストラリア代表に選ばれて優勝に貢献。